# Takunomi.
Takunomi. (たくのみ。? lett. "Bevendo a casa.") è un manga yonkoma scritto e disegnato da Haruto Hino, pubblicato online da Shogakukan da agosto 2015. Un adattamento anime, prodotto da Production IMS, inizierà la trasmissione televisiva in Giappone l'11 gennaio 2018.

## Personaggi
Michiru Amatsuki (天月 みちる?, Amatsuki Michiru)
Doppiata da: Ayaka Imamura
Nao Kiriyama (桐山 直?, Kiriyama Nao)
Doppiata da: Chika Anzai
Makoto Kiriyama (桐山 真?, Kiriyama Makoto)
Doppiata da: Maaya Uchida
Kae Midorikawa (緑川 香枝?, Midorikawa Kae)
Doppiata da: Mikako Komatsu

## Media

### Manga
Il manga, scritto e disegnato da Haruto Hino, ha iniziato la serializzazione sull'applicazione mobile MangaONE di Shogakukan ad agosto 2015. Il primo volume tankōbon è stato pubblicato il 18 dicembre 2015 e al 19 dicembre 2017 ne sono stati messi in vendita in tutto cinque.

### Anime
Un adattamento anime, prodotto da Production IMS e diretto da Tomoki Kobayashi, inizierà la messa in onda l'11 gennaio 2018. La composizione della serie è stata affidata a Katsuhiko Takayama, mentre lo character design è stato curato da Shinpei Kobayashi (che per lo stesso studio ha lavorato anche per Gonna Be the Twin-Tail!! e per Jōkamachi no Dandelion), e infine la colonna sonora è stata composta da Masato Suzuki. Le sigle di apertura e chiusura sono rispettivamente Aventure Bleu di Maaya Uchida e Stoic ni Detox (ストイックにデトックス?, Sutoikku ni Detokkusu) di Mashinomi. In America del Nord gli episodi sono stati trasmessi in streaming in simulcast da Sentai Filmworks su HIDIVE.
| Nº | Titolo italiano Giapponese 「Kanji」 - Rōmaji                              | In onda          | In onda |
| Nº | Titolo italiano Giapponese 「Kanji」 - Rōmaji                              | Giapponese       |         |
| 1  | Birra Yebisu 「エビスビール」 - Ebisubīru                                  | 11 gennaio 2018  |         |
| 2  | Shochu Highball 「焼酎ハイボール」 - Shōchū haibōru                        | 18 gennaio 2018  |         |
| 3  | Suiyōbi no neko - "Gatto del mercoledì" 「水曜日のネコ」 - Suiyōbi no neko | 25 gennaio 2018  |         |
| 4  | Hyōketsu - "congelamento" 「氷結」 - Hyōketsu                              | 1 febbraio 2018  |         |
| 5  | Kitty 「キティ」 - Kiti                                                    | 8 febbraio 2018  |         |
| 6  | Dassai 「獺祭」 - Dassai                                                   | 15 febbraio 2018 |         |
| 7  | Coffee Rum 「カフェラム」 - Kaferamu                                       | 22 febbraio 2018 |         |
| 8  | Kakubin - "bottiglia quadrata" 「角瓶」 - Kakubin                          | 1 marzo 2018     |         |
| 9  | Otoko ume sawā - "prugna acida per uomini" 「男梅サワー」 - Otoko ume sawā | 8 marzo 2018     |         |
| 10 | Birra Orion 「オリオンビール」 - Orionbīru                                 | 15 marzo 2018    |         |
| 11 | Daishichi - "I Grandi 7" 「大七」 - Daishichi                              | 22 marzo 2018    |         |
| 12 | Asahi Super Dry 「アサヒスーパードライ」 - Asahisūpādorai                  | 29 marzo 2018    |         |